# أندرياس ليش
أندرياس ليش مواليد 4 يناير 1966 في كولونيا، ألمانيا الغربية، هو لاعب كرة مضرب ألماني سابق وكان يلعب باليد اليسرى. أعلى تصنيف له في الفردي كان المركز الـ 301 في سنة 1993. أعلى تصنيف له في الزوجي كان المركز الـ 284 في سنة 1988.

## النهائيات

### الزوجي: (1)
| الرقم | السنة | الدورة           | الأرضية | الشريك      | المنافس في النهائي               | النتيجة في النهائي |
| ----- | ----- | ---------------- | ------- | ----------- | -------------------------------- | ------------------ |
| 1.    | 1988  | باريولي, إيطاليا | ترابية  | توربن تايين | ماسيمو سيرو أليساندرو دي مينيسيس | 6–3, 6–1           |